# Welcome to Wrexham
Welcome to Wrexham (Bienvenidos al Wrexham en España y Latinoamérica) es una serie de televisión documental deportivo estadounidense que se estrenó el 24 de agosto de 2022 a través de FX. La serie documenta los eventos del club de fútbol galés Wrexham AFC tras su compra por parte de sus nuevos propietarios, Ryan Reynolds y Rob McElhenney. La serie ha recibido elogios de la crítica, ganando ocho Premios Primetime Emmy y dos Premios de la Crítica Televisiva. La cuarta temporada se estrenó el 15 de mayo de 2025. En mayo de 2025, la serie fue renovada para una quinta temporada.

## Historia
En septiembre de 2020, el actor estadounidense Rob McElhenney y el actor canadiense-estadounidense Ryan Reynolds anunciaron su intención de comprar el Wrexham AFC, un club de fútbol profesional galés con sede en Racecourse Ground en Wrexham, noreste de Gales en el Reino Unido. La empresa RR McReynolds se estableció en noviembre de 2020 y el acuerdo se completó en febrero de 2021. En el momento de la compra, el Wrexham AFC jugaba en la Liga Nacional, el quinto nivel del sistema de ligas de fútbol inglés, por debajo de la Premier League y los tres niveles de la Liga de Fútbol Inglesa.
En ese momento, se dijo que el equipo tenía «dificultades»: Antes de 2011, la dirección había «gestionado mal el club hasta el punto de estar al borde del colapso», y los aficionados «empezaban a desenamorarse de él». El club recibió una orden de liquidación en 2011. Tras la suspensión de la Liga Nacional 2019-20 en marzo de 2020 tras el brote de la pandemia de COVID-19 en el Reino Unido, se dijo que el Wrexham AFC había suspendido temporalmente a su personal y jugadores, y que el club estaba experimentando una «amenaza a su existencia continua». Antes de la compra, el Wrexham AFC era propiedad de Wrexham Supporter's Trust, una empresa operada por fanáticos, desde 2011. El fideicomiso aprobó por 98,6% la adquisición de McElhenney y Reynolds por £2 millones. Tras la compra, la cuenta de Twitter del Wrexham AFC publicó un sketch con McElhenney y Reynolds interpretando un anuncio de parodia para Ifor Williams Trailers, entonces el único patrocinador del Wrexham AFC. McElhenney y Reynolds asistieron a su primer partido desde que se convirtieron en los nuevos propietarios del club en Maidenhead, una derrota por 3-2 en octubre de 2021.
Se dice que la serie está inspirada en Sunderland 'Til I Die, lo que impulsó a McElhenney a interesarse en comprar un club de fútbol, así como la influencia de Humphrey Ker, quien también estaba interesado en comprar un club. Se decía que Ker siempre veía fútbol en la sala de guionistas del programa de McElhenney, Mythic Quest, lo que provocó que McElhenney también se interesara, particularmente en «la idea de ascensos y descensos », que según McElhenney era «increíble para mí». McElhenney también bromeó diciendo que sólo tenía «dinero de televisión» y que necesitaba «dinero de superhéroe y estrella de cine». Ker se describió a sí mismo como «el representante de Rob y Ryan» ante el club, como la persona a cargo de las operaciones internas de la pareja. La inspiración para la serie documental surgió cuando McElhenney vio Chef's Table, Last Chance U y Cheer, y se dio cuenta posteriormente de que todas ellas eran producidas por Boardwalk Pictures, a quien contactó para asociarse.

## Sinopsis
La serie se basa en los intentos de la pareja de Hollywood de revivir el tercer equipo de fútbol profesional más antiguo del mundo, fundado en 1864, y en el desempeño del equipo bajo la propiedad de la pareja. La pareja no tenía experiencia previa en la gestión de un equipo deportivo. La serie también destaca las esperanzas de la pareja de mejorar el equipo y generar un cambio positivo en la comunidad local de Wrexham. El estilo de la serie es irreverente y, de vez en cuando, critica abiertamente a los dos copresidentes y a su equipo, presentándolos luchando con el idioma galés y cometiendo errores.
Durante y desde la adquisición, Wrexham ascendió en la clasificación de la Liga Nacional. En la Liga Nacional 2019-20 (antes de cualquier conversación sobre una adquisición), el Wrexham AFC estaba en el puesto 20, y para la temporada 2020-21, el Wrexham ascendió al octavo lugar. En la temporada 2021-22, la primera completa bajo la nueva propiedad y el foco de la primera temporada del programa de televisión, Wrexham terminó en segundo lugar. Sin embargo, a pesar de una temporada exitosa, se quedaron sin ascender a la EFL League Two de cuarto nivel tras ser eliminados en las semifinales del play-off de ascenso y permanecieron en la Liga Nacional de quinta división para la temporada 2022-23.
En la segunda temporada de la serie, el equipo consigue el ascenso a la EFL League Two durante la temporada 2022-23 y en la tercera temporada del programa filmada durante la temporada 2023-24 logran un ascenso consecutivo a la EFL League One.
Además de seguir los altibajos del equipo masculino de Wrexham, la serie sigue a los fanáticos del club y a personajes de la ciudad de Wrexham. Incluye a las personas que trabajan entre bastidores para el club y, de vez en cuando, sigue la vida personal de algunos de los jugadores. Se abordan cuestiones emotivas como el autismo, el duelo, el divorcio, la salud mental, el vandalismo en el fútbol, el cáncer, la muerte fetal, la discapacidad y las lesiones que acaban con las carreras de los jugadores a través del seguimiento de las vidas de diferentes personas involucradas con el club. La serie explica términos y reglas básicas del fútbol para el público estadounidense, junto con palabras galesas ocasionales y frases británicas. A partir de la segunda temporada también aparece el equipo femenino.

## Reparto
El reparto de la serie quedó establecido de la siguiente manera:
- Rob McElhenney – Copropietario y presidente del Wrexham AFC, productor ejecutivo
- Ryan Reynolds – Copropietario y presidente del Wrexham AFC, productor ejecutivo
- Humphrey Ker – Director ejecutivo del Wrexham AFC y productor de asesoría
- Fleur Robinson – Directora ejecutiva del Wrexham AFC
- Shaun Harvey – Asesor de la junta directiva del Wrexham AFC
- Phil Parkinson – Entrenador del Wrexham AFC
- Paul Mullin – Jugador del Wrexham AFC
- Jordan Davies – Jugador del Wrexham AFC
- Aaron Hayden – Jugador del Wrexham AFC
- Ollie Palmer – Jugador del Wrexham AFC

## Episodios
| Temporada | Temporada | Episodios | Episodios | Emisión original         | Emisión original        |
| Temporada | Temporada | Episodios | Episodios | Primera emisión          | Última emisión          |
| --------- | --------- | --------- | --------- | ------------------------ | ----------------------- |
|           | 1         | 18        | 18        | 24 de agosto de 2022     | 12 de octubre de 2022   |
|           | 2         | 15        | 15        | 12 de septiembre de 2023 | 14 de noviembre de 2023 |
|           | 3         | 8         | 8         | 2 de mayo de 2024        | 13 de junio de 2024     |
|           | 4         | 8         | 8         | 15 de mayo de 2025       | 26 de junio de 2025     |

### Primera temporada (2022)
| N.º en serie | N.º en temp. | Título                     | Partidos destacados | Fecha de emisión original | Audiencia (millones) |
| ------------ | ------------ | -------------------------- | --- | ------------------------- | -------------------- |
| 1            | 1            | «Dream»                    | — | 24 de agosto de 2022      | 0.319                |
| 2            | 2            | «Reality»                  | Wrexham 4–1 Wealdstone; Dagenham & Redbridge 1–1 Wrexham | 24 de agosto de 2022      | 0.225                |
| 3            | 3            | «Rebuilding»               | — | 31 de agosto de 2022      | 0.232                |
| 4            | 4            | «Home Opener»              | Wrexham 1–1 Notts County; Southend United 2–2 Wrexham; Grimsby Town 3–1 Wrexham; Stockport County 2–1 Wrexham | 31 de agosto de 2022      | 0.160                |
| 5            | 5            | «Fearless»                 | Wrexham 1–1 Chesterfield | 7 de septiembre de 2022   | 0.278                |
| 6            | 6            | «Hamilton!»                | — | 7 de septiembre de 2022   | 0.213                |
| 7            | 7            | «Wide World of Wales»      | — | 14 de septiembre de 2022  | 0.242                |
| 8            | 8            | «Away We Go»               | Maidenhead United 3–2 Wrexham | 14 de septiembre de 2022  | 0.142                |
| 9            | 9            | «Welcome Home»             | Wrexham 1–1 Torquay United | 21 de septiembre de 2022  | 0.203                |
| 10           | 10           | «Hooligans»                | — | 28 de septiembre de 2022  | 0.206                |
| 11           | 11           | «Sack the Gaffer»          | Aldershot Town 0–5 Wrexham; King's Lynn Town 2–6 Wrexham; Wrexham 0–0 Wealdstone; FC Halifax Town 1–2 Wrexham; Wrexham 2–0 Bromley; Wrexham 0–2 Yeovil Town; Wrexham 1–0 Dover Athletic; Wrexham 1–0 Weymouth; Altrincham 0–2 Wrexham; Notts County 3–1 Wrexham; Yeovil Town 1–2 Wrexham | 28 de septiembre de 2022  | 0.147                |
| 12           | 12           | «Wins and Losses»          | Wrexham 1–0 Grimsby Town | 5 de octubre de 2022      | 0.203                |
| 13           | 13           | «Worst Team in the League» | Wrexham 0–0 Bromley | 5 de octubre de 2022      | 0.149                |
| 14           | 14           | «A Hollywood Distraction»  | Wrexham 2–0 Stockport County (Semifinales del Trofeo FA) | 5 de octubre de 2022      | 0.095                |
| 15           | 15           | «Daggers»                  | Wrexham 3–0 Stockport County | 5 de octubre de 2022      | 0.101                |
| 16           | 16           | «Hello Wembley»            | Bromley 1–0 Wrexham (Final del Trofeo FA) | 12 de octubre de 2022     | 0.282                |
| 17           | 17           | «Wromance»                 | — | 12 de octubre de 2022     | 0.245                |
| 18           | 18           | «Do or Die»                | Wrexham 4–5 (t. s.) Grimsby Town (Semifinal de las eliminatorias de la Liga Nacional) | 12 de octubre de 2022     | 0.197                |

### Segunda temporada (2023)
| N.º en serie | N.º en temp. | Título                    | Partidos destacados | Fecha de emisión original | Audiencia (millones) |
| ------------ | ------------ | ------------------------- | --- | ------------------------- | -------------------- |
| 19           | 1            | «Welcome Back to Wrexham» | Wrexham 2–1 Eastleigh; Chesterfield 2–0 Wrexham | 12 de septiembre de 2023  | 0.207                |
| 20           | 2            | «The Quiet Zone»          | Wrexham 5–0 Solihull Moors | 19 de septiembre de 2023  | 0.180                |
| 21           | 3            | «Nott Yet»                | Notts County 1–0 Wrexham | 19 de septiembre de 2023  | 0.162                |
| 22           | 4            | «Shaun's Vacation»        | Boreham Wood 1–1 Wrexham; Wrexham 3–1 Halifax | 26 de septiembre de 2023  | 0.163                |
| 23           | 5            | «First Losers»            | Dorking Wanderers 3–1 Notts County; Wrexham 0–0 Wealdstone | 26 de septiembre de 2023  | 0.139                |
| 24           | 6            | «Ballers»                 | Wrexham A.F.C. Femenil 5–2 Llandudno F.C. Femenil; Connah's Quay Nomads F.C. Femenil 1–3 Wrexham A.F.C. Femenil; Rhyl F.C. Femenil 1–11 Wrexham A.F.C. Femenil | 3 de octubre de 2023      | 0.191                |
| 25           | 7            | «Giant Killers»           | Wrexham 2–1 Arsenal (Tercera ronda de la FA Cup 1991-92); Wrexham 2–1 Middlesbrough (Tercera ronda de la FA Cup 1999-00); Coventry City 3–4 Wrexham (Tercera ronda de la FA Cup); Wrexham 3–3 Sheffield United (Cuarta ronda de la FA Cup); Sheffield United 3–1 Wrexham (Cuarta ronda de la FA Cup (Replay)) | 10 de octubre de 2023     | 0.155                |
| 26           | 8            | «The Grind»               | Wrexham 3–1 Wealdstone; Wrexham 2–2 Woking; Aldershot Town 3–4 Wrexham; Wrexham 2–0 Scunthorpe United; Wrexham 3–1 Dorking Wanderers; Wrexham 2–1 Chesterfield; Maidenhead 2–2 Wrexham; Dag & Red 0–4 Wrexham; Wrexham 1–0 Southend United                                                                    | 17 de octubre de 2023     | 0.234                |
| 27           | 9            | «Glove Triangle»          | Bromley 1–2 Wrexham; Wrexham 3–0 York City | 17 de octubre de 2023     | 0.155                |
| 29           | 10           | «Gresford»                | Wrexham 6–0 Torquay | 24 de octubre de 2023     | 0.171                |
| 30           | 11           | «Yn Codi»                 | Wrexham A.F.C. Femenil 2–1 Connah's Quay; Wrexham A.F.C. Femenil 1–0 Briton Ferry | 24 de octubre de 2023     | 0.134                |
| 31           | 12           | «Hand of Foz»             | Notts County 1–0 Wrexham; Halifax 3–1 Wrexham; Wrexham 3–2 Notts County | 31 de octubre de 2023     | 0.151                |
| 32           | 13           | «Family Business»         | — | 7 de noviembre de 2023    | 0.230                |
| 33           | 14           | «Worst Case Scenario»     | Barnet 0–0 Wrexham; Wrexham 3–0 Yeovil | 7 de noviembre de 2023    | 0.129                |
| 34           | 15           | «Up the Town?»            | Wrexham 3–1 Boreham Wood | 14 de noviembre de 2023   | 0.208                |

### Tercera temporada (2024)
| N.º en serie | N.º en temp. | Título               | Partidos destacados | Fecha de emisión original | Audiencia (millones) |
| ------------ | ------------ | -------------------- | --- | ------------------------- | -------------------- |
| 34           | 1            | «Welcome to the EFL» | Chelsea 5–0 Wrexham; L.A. Galaxy II 0–4 Wrexham; Manchester United 1–3 Wrexham; Wrexham 3–5 MK Dons                                                                               | 2 de mayo de 2024         | 0.153                |
| 35           | 2            | «Goals»              | Wrexham 5–5 Swindon; Wrexham 3–0 Grimsby Town | 2 de mayo de 2024         | —                    |
| 36           | 3            | «Notts Again»        | Wrexham Femenil 3–3 Swansea City Ladies F.C.; Stockport 5–0 Wrexham; Wrexham Femenil 0–3 Cardiff City F.C.; Wrexham 3–3 Crewe Alexandra F.C.; Notts County 0–2 Wrexham            | 9 de mayo de 2024         | 0.152                |
| 37           | 4            | «Risky Business»     | Wrexham 6–0 Morecambe; Harrogate 2–2 Wrexham | 16 de mayo de 2024        | 0.143                |
| 38           | 5            | «Temporary»          | Wrexham 2–1 Colchester; Wrexham 2–0 Newport | 23 de mayo de 2024        | 0.169                |
| 39           | 6            | «Far Away, So Close» | Guinea 1–0 Gambia; Newport 1–0 Wrexham; Salford 3–1 Wrexham; Wrexham 0–1 Bradford; MK Dons 1–1 Wrexham ; Gillingham 1–0 Wrexham; Forest Green 1–1 Wrexham; Wrexham 4–0 Accrington | 30 de mayo de 2024        | 0.158                |
| 40           | 7            | «Proper Trouble»     | Wrexham 0–1 Tranmere; Wrexham Femenil 1–0 Aberystwyth Town Ladies F.C.; Wrexham 2–0 Mansfield; Doncaster 1–0 Wrexham                                                              | 6 de junio de 2024        | 0.151                |
| 41           | 8            | «Down to the Wire»   | Colchester 1–2 Wrexham; Cardiff Femenil 2–0 Wrexham Femenil (2023-24 Copa Femenina FAW); Wrexham 6–0 Forest Green; Wrexham 2–1 Stockport                                          | 13 de junio de 2024       | 0.193                |

### Cuarta temporada (2025)
| N.º en serie | N.º en temp. | Título                | Partidos destacados | Fecha de emisión original | Audiencia (millones) |
| ------------ | ------------ | --------------------- | --- | ------------------------- | -------------------- |
| 42           | 1            | «All In?»             | — | 15 de mayo de 2025        | 0.219                |
| 43           | 2            | «High Hopes»          | Wrexham 3–2 Wycombe; Birmingham 3–1 Wrexham | 15 de mayo de 2025        | 0.158                |
| 44           | 3            | «Disney FC»           | Wrexham 1–0 Mansfield; Stockport 1–0 Wrexham; Wrexham 1–0 Barnsley                                                                             | 22 de mayo de 2025        | 0.165                |
| 45           | 4            | «Built to Last»       | Wrexham 2–2 Cambridge; Wrexham Academy 1–0 Morecambe Academy; Wrexham 2–1 Wigan; Wrexham 1–0 Peterborough                                      | 29 de mayo de 2025        | 0.187                |
| 46           | 5            | «Anything's Possible» | Shrewsbury 2–1 Wrexham; Wrexham 1–1 Birmingham; Wrexham 2–3 Stevenage; Crawley 1–2 Wrexham; Northampton 0–2 Wrexham                            | 5 de junio de 2025        | 0.108                |
| 47           | 6            | «Red Dragons»         | Wrexham 1–2 Leyton Orient; Mansfield Town 1–2 Wrexham; Reading 2–0 Wrexham                                                                     | 12 de junio de 2025       | 0.129                |
| 48           | 7            | «Life or Death»       | Wycombe 0–1 Wrexham; Swansea Femenil 2–3 Wrexham Femenil; Stockport 0–1 Wrexham; Exeter 0–2 Wrexham; Cambridge 2–2 Wrexham; Wrexham 3–0 Burton | 19 de junio de 2025       | —                    |
| 49           | 8            | «Do a Wrexham»        | Wigan 0–0 Wrexham; Wrexham 1–1 Bristol; Blackpool 1–2 Wrexham; Wrexham 3–0 Charlton                                                            | 26 de junio de 2025       | 0.174                |

## Producción

### Desarrollo
La serie es producida por Boardwalk Pictures, la compañía también detrás de Last Chance U y Chef's Table. Maximum Effort, una compañía cinematográfica fundada por Reynolds, también coproduce y comercializa la serie. FX ordenó las dos primeras temporadas del programa. McElhenney confirmó los planes para una segunda temporada, luego del lanzamiento completo de la primera, el 13 de octubre de 2022. Se anunció que los productores ejecutivos de la serie serían Rob McElhenney, Ryan Reynolds, Nick Frenkel, John Henion, Andrew Fried, Dane Lillegard, George Dewey y Sarina Roma. Henion también fue el showrunner de la primera temporada, mientras que Bryan Rowland y Josh Drisko dirigiendo la segunda temporada.
Alex Webb de Bloomberg News estimó que la primera temporada del programa traería a Reynolds y McElhenney unos ingresos de £600.000, lo que habría contribuido considerablemente al presupuesto del club ese año.

### Rodaje
El rodaje de la docuserie comenzó en diciembre de 2020, con el equipo de filmación apareciendo junto a la primera visita de los propietarios al equipo en el partido Wrexham v. Maidenhead United FC en octubre de 2021. En una entrevista con Variety, Reynolds admitió que al principio se sintió incómodo con el formato de acceso total del documental. Las discusiones sobre los despidos de jugadores se grabaron en cámara, pero al final se cortaron, para mantener la atención en el efecto de las decisiones sobre los jugadores, en lugar de sobre los ejecutivos que tomaban las decisiones.

### Posproducción
Para la primera temporada, las grabaciones de sonido de los partidos se realizaron con micrófonos mono individuales, que luego se mezclaron en la posproducción para sonar más amplio y representar mejor a las multitudes más grandes; la segunda temporada presentó grabaciones de sonido envolvente completo. A los editores les resultó difícil planificar el primer episodio del programa y terminaron dejando la mayor parte del material de la temporada 2020-2021 en la sala de montaje. En la sala de redacción había una mezcla de aficionados al fútbol y no aficionados, lo que ayudó a equilibrar los momentos destacados del partido con las historias humanas.

## Comercialización

### Primera temporada
La docuserie fue anunciada por primera vez por McElhenney y Reynolds el 18 de mayo de 2021. Más tarde ese mes, se lanzó un tráiler de anuncio de la serie en el canal de YouTube de Reynolds, titulado «Welcome to Wrexham». El sketch cómico de parodia de aproximadamente dos minutos presenta a McElhenney y Reynolds anunciando la docuserie, así como a la ex periodista de BBC News y S4C Maxine Hughes, quien actúa como una traductora al galés «bastante descontenta» para la pareja, pero añade algunas traducciones «creativas» a las palabras de ambos.
En diciembre de 2021, FX lanzó un video promocional de la serie, titulado «It's Never Sunny in Wrexham». El breve vídeo de 30 segundos incluyó a dobles del elenco de It's Always Sunny in Philadelphia, incluido un doble de Danny DeVito, ambientado dentro del Turf Hotel ubicado al lado del Racecourse Ground del Wrexham AFC. En el vídeo, los dobles miran confusamente una pantalla de televisión que muestra al elenco real de la serie estadounidense protagonizada por McElhenney, mirándolos desde su bar irlandés de Filadelfia. El vídeo también incluye a los dos propietarios. Las escenas en las que aparecen los dobles y los dos propietarios se rodaron en octubre de 2021, durante la visita de los dos propietarios a Wrexham. Cuando el doble de Danny DeVito visitó Wrexham, lo confundieron con el verdadero actor. Al describir la serie, Nick Grad, presidente de programación original de FX Entertainment, dijo: «Rob y Ryan acercarán a los aficionados a este deporte como nunca antes lo habían hecho, combinando su genuino amor por el juego con el reto de construir sobre la herencia de este club».
El 20 de julio de 2022 se lanzó el tráiler oficial del programa. La sinopsis oficial de la serie dice: «De Hollywood a Gales, de la cancha al vestuario, de la oficina principal al pub, Welcome to Wrexham seguirá el curso intensivo de Rob y Ryan sobre la propiedad de un club de fútbol y los destinos inextricablemente conectados de un equipo y una ciudad que cuentan con dos actores para traer algo de esperanza y cambio a una comunidad que podría necesitarlo».
The Walt Disney Company, propietaria de FX y de la cadena deportiva ESPN, trasladó tres partidos de la Copa FA en los que participó Wrexham a las cadenas ESPN2 y ESPNews para ayudar a promocionar la serie.

### Segunda temporada
El primer tráiler de la segunda temporada se emitió durante el entretiempo del partido de pretemporada de Wrexham contra el Chelsea el 19 de julio de 2023. El 22 de julio se anunció oficialmente que la temporada comenzaría a transmitirse el 12 de septiembre.

## Emisión
En mayo de 2022, se anunció que los dos primeros episodios de la serie se estrenarían el 24 de agosto de 2022 en Estados Unidos a través de FX. Todos los episodios estarán disponibles en FX en Hulu en los Estados Unidos y Disney+ en el Reino Unido el 25 de agosto de 2022. La serie estaría compuesta por episodios de 30 minutos. La serie también se estrenaría en Irlanda el mismo día y en Disney+ como en el Reino Unido. Las fechas de otros lanzamientos internacionales aún no se han anunciado, pero se espera que estén en Star+ en América Latina y en Disney+ (bajo el marca de Star) en varios otros territorios. Está previsto su lanzamiento como Star Original fuera de los Estados Unidos.
Una semana después del estreno del episodio final de la primera temporada, McElhenney y Reynolds confirmaron en Twitter que se estaba preparando una segunda temporada de la serie. Disney lo confirmó oficialmente en abril de 2023 después de que Wrexham consiguiera el ascenso a la EFL League Two. La segunda temporada se estrenó el 12 de septiembre de 2023 en Estados Unidos y al día siguiente en Hulu e internacionalmente en Disney+.
El 14 de noviembre de 2023, se anunció una tercera temporada de la serie. En un cambio, la tercera temporada se emitirá en primavera, en lugar de otoño como las dos primeras, para estar más cerca de los acontecimientos contemporáneos que suceden en el club.
El 14 de mayo de 2024, FX renovó la serie para una cuarta temporada, que se estrenó el 15 de mayo de 2025. El 28 de mayo de 2025, FX renovó la serie para una quinta temporada.

## Recepción

### Audiencia
Según el agregador de streaming Reelgood, Welcome to Wrexham fue el séptimo programa más visto en todas las plataformas, durante la semana del 2 de septiembre de 2022.

### Respuesta crítica
Para la primera temporada, el sitio web agregador de reseñas Rotten Tomatoes reportó un índice de aprobación del 91% con una calificación promedio de 7.0/10, basada en 33 reseñas de críticos. El consenso de los críticos del sitio web dice: «Welcome to Wrexham es una apuesta calculada que sale bien, ya que sumerge a dos famosos cómicos en el imprevisible viaje de un documental deportivo». Metacritic, que utiliza una media ponderada, asignó una puntuación de 75 sobre 100 basándose en 16 reseñas, lo que indica «críticas generalmente favorables».
Para la segunda temporada, Rotten Tomatoes reportó un índice de aprobación del 91% con una calificación promedio de 7.3/10, basada en 22 reseñas. El consenso de los críticos del sitio web dice: «Si bien sus estrellas principales dan la bienvenida a sus propios invitados, Wrexham aprovecha inteligentemente su segunda temporada centrándose en la propia comunidad, logrando un efecto inspirador». Metacritic le asignó una puntuación de 79 sobre 100 basándose en 11 reseñas, lo que indica «críticas generalmente favorables».
Para la tercera temporada, Rotten Tomatoes reportó un índice de aprobación del 100% con una calificación promedio de 7.7/10, basándose en 4 reseñas.
La autora Cleo Watson ha comparado la novela Tackle! de Jilly Cooper de 2023 al programa.

### Premios y nominaciones
| Premiación                                             | Año  | Categoría                                                                                       | Nominado(s) | Resultado | Ref.            |
| ------------------------------------------------------ | ---- | ----------------------------------------------------------------------------------------------- | --- | --------- | --------------- |
| Premios Eddie                                          | 2025 | Mejor montaje para serie de televisión no guionizada                                            | Tim Wilsbach, Steve Welch, Michael Brown, Michael Oliver, Tim Roche, Matt Wafaie and Jenny Krochmal (por «Temporary») | Ganadores | [ 108 ]         |
| Premios Cinema Audio Society                           | 2023 | Mejor mezcla de sonido para televisión - No ficción, variedades o música/series o especiales    | Mark Jensen (por «Ballers») | Nominado  | [ 109 ]         |
| Premios Critics' Choice Documentales                   | 2022 | Mejor documental deportivo                                                                      | Welcome to Wrexham | Ganador   | [ 110 ] [ 111 ] |
| Premios Critics' Choice Documentales                   | 2022 | Mejor serie documental en curso                                                                 | Welcome to Wrexham | Nominado  | [ 110 ] [ 111 ] |
| Premios Critics' Choice Documentales                   | 2023 | Mejor documental deportivo                                                                      | Welcome to Wrexham | Nominado  | [ 112 ]         |
| Premios Critics' Choice Documentales                   | 2023 | Mejor serie documental en curso                                                                 | Welcome to Wrexham | Nominado  | [ 112 ]         |
| Premios Critics' Choice Real TV                        | 2023 | Mejor programa deportivo                                                                        | Welcome to Wrexham | Ganador   | [ 113 ] [ 114 ] |
| Premios del Sindicato de Supervisores Musicales        | 2023 | Mejor supervisión musical en una docuserie                                                      | Andrea von Foerster | Nominada  | [ 115 ] [ 116 ] |
| Primetime Emmy a las Artes Creativas                   | 2023 | Mejor programa de telerrealidad no estructurado                                                 | John Henion, Andrew Fried, Sarina Roma, Dane Lillegard, Nicholas Frenkel, George Dewey, Rob McElhenney, Ryan Reynolds, and Humphrey Ker | Ganadores | [ 117 ] [ 118 ] |
| Primetime Emmy a las Artes Creativas                   | 2023 | Mejor fotografía en un programa de telerrealidad                                                | Alastair McKevitt, Craig Hastings, Leighton Cox and Jason Bulley (por «Do or Die») | Ganadores | [ 117 ] [ 118 ] |
| Primetime Emmy a las Artes Creativas                   | 2023 | Mejor dirección en un programa de telerrealidad                                                 | Bryan Rowland (por «Wide World of Wales») | Ganador   | [ 117 ] [ 118 ] |
| Primetime Emmy a las Artes Creativas                   | 2023 | Mejor montaje en un programa de telerrealidad no estructurado                                   | Mohamed El Manasterly, Curtis McConnell, Michael Brown, Charles Little, and Bryan Rowland (por «Do or Die») | Ganadores | [ 117 ] [ 118 ] |
| Primetime Emmy a las Artes Creativas                   | 2023 | Mejor mezcla de sonido en un programa de telerrealidad (monocámara o multicámara)               | Mark Jensen (por «Do or Die») | Ganador   | [ 117 ] [ 118 ] |
| Primetime Emmy a las Artes Creativas                   | 2023 | Mejor edición de sonido en un programa de no ficción o telerrealidad (monocámara o multicámara) | Will Harp, Jon Schell, and Shaun Cromwell (por «Do or Die») | Nominados | [ 117 ] [ 118 ] |
| Primetime Emmy a las Artes Creativas                   | 2024 | Mejor programa de telerrealidad no estructurado                                                 | Josh Drisko, Bryan Rowland, Jeff Luini, Alan Bloom, Andrew Fried, Sarina Roma, Dane Lillegard, Nicholas Frenkel, George Dewey, Rob McElhenney, Ryan Reynolds, Humphrey Ker, Miloš Balać, atrick McGarvey, Aaron Lovell, Shannon Owen and Liz Spano | Ganadores | [ 119 ]         |
| Primetime Emmy a las Artes Creativas                   | 2024 | Mejor fotografía en un programa de telerrealidad                                                | Craig Hastings, Ed Edwards, James Melrose, Craig Murdoch, Verdy Oliver, Esther Vardy, Leighton Cox, Tom Reece, Gareth Roberts, Joe Clifford, Joby Newson, Mike Staniforth, and Dillon Scheps                                                       | Nominados | [ 119 ]         |
| Primetime Emmy a las Artes Creativas                   | 2024 | Mejor dirección en un programa de telerrealidad                                                 | Bryan Rowland (por «Shaun's Vacation») | Nominado  | [ 119 ]         |
| Primetime Emmy a las Artes Creativas                   | 2024 | Mejor montaje en un programa de telerrealidad no estructurado                                   | Michael Brown, Josh Drisko, Michael Oliver, Bryan Rowland, and Steve Welch (por «Up the Town?») | Ganadores | [ 119 ]         |
| Primetime Emmy a las Artes Creativas                   | 2024 | Mejor mezcla de sonido en un programa de telerrealidad (monocámara o multicámara)               | Mark Jensen (por «Giant Killers») | Ganador   | [ 119 ]         |
| Primetime Emmy a las Artes Creativas                   | 2024 | Mejor edición de sonido en un programa de no ficción o telerrealidad (monocámara o multicámara) | Shaun Cromwell, William Harp, Jon Schell, and Sean Gray (por «Goals») | Nominados | [ 119 ]         |
| Premios de la Asociación de Críticos de Televisión     | 2023 | Mejor programa de telerrealidad                                                                 | Welcome to Wrexham | Nominado  | [ 120 ]         |
| Premios de la Asociación de Críticos de Televisión     | 2024 | Mejor programa de telerrealidad                                                                 | Welcome to Wrexham | Nominado  | [ 121 ]         |
| Premios del Sindicato de Productores de Estados Unidos | 2024 | Mejor productor de televisión de no ficción                                                     | Welcome to Wrexham | Ganador   | [ 122 ]         |

## Serie derivada
Los patrocinadores de Necaxa compraron el 5% de Wrexham AFC en abril de 2024 y los propietarios de Wrexham, Rob McElhenney y Ryan Reynolds, adquirieron una participación minoritaria en el Necaxa.
El 9 de julio de 2024, se ordenó una serie de televisión cuyo rodaje comenzó el mismo día. La serie será similar a Welcome to Wrexham.